# Ali Ruždi Kapić
Ali Ruždi-efendija Kapić (1867 Počitelj, okres Stolac, osmanská říše – 26. dubna 1934 Sarajevo, Království Jugoslávie) byl osmanský úředník a politik a bosenskohercegovský islámský pedagog bosňáckého původu.

## Životopis
Základní vzdělání získal v Počitelji, střední a vyšší pak v Istanbulu. Po dokončení právnické fakulty v osmanské metropoli působil jako soudce v různých regioench říše. V době mladoturecké revoluce krátce působil jako velitel cařihradské policie. Po schválení náboženské a školské autonomie muslimů v Bosně a Hercegovině (1909) byl jedním ze tří kandidátů na reisu-l-ulemu Islámského společenství, nicméně jeho jméno bylo rakousko-uherskou správou zamítnuto a celá volba nakonec zrušena. V druhé volbě, z níž vzešel reis Sulejman Šarac, již nebyl nominován.
Po skončení první světové války byl epizodicky ministrem spravedlnosti v kabinetu Damat Ferid-paši. Po nástupu Mustafy Kemala k moci emigroval do Království Srbů, Chorvatů a Slovinců, neboť mu od nové státní moci hrozil trest smrti. Roku 1924 se stal profesorem Šarí‘atské soudní školy (18. dubna 1924–26. dubna 1934), kde pak setrval až do své smrti.